# Indalecio Zaballa
Indalecio Zaballa (n. Cantabria; 24 de agosto de 1909 - f. 1992) más conocido como Masio el de La Hayuela representa la figura del trovador de la Montaña de Cantabria.
Pasó por innumerables dificultades, como muchos de su época, lo que le llevó a desempeñar todo tipo de oficios. De niño, como él mismo ha reconocido, no asistió a la escuela, su tiempo lo tenía ocupado en guardar vacas por la sierra, por el coteruco de Hoya Hundida en el valle de Odías, (Udías). Vivía en un pueblo de pastores hasta que se empezaron a explotar las minas de calamina, blenda y plomo. En 1931 cerraron la mayoría de las explotaciones y como dice él: «el noventa y nueve por ciento tuvimos que echar el saco al hombro y a mangar sabe Dios».
Tocó el tambor durante muchos años con el piteru Maximiliano Echevarría por todas las romerías de la zona. Muchos años después aprenderá a tocar la flauta en sus soledades inmensas, flauta que le regaló su hijo y que había encontrado en el monte un día que iba de caza. Aunque su principal oficio fue el de ganadero y el cuidado del campo, se evadía creando trovas, a algo mejor que este trabajo bruto que he tenido en mi vida, aunque con humildad añade pero sin la suerte de saber recitar, porque hay miles de poetas y pocos recitadores pocos, como aquel González Marín. La influencia que en él tuvo el poeta Jesús Cancio le llevó a introducirse en el mundo de la trova. Las responsabilidades familiares no le han dejado dedicarse a la trova todo lo que todos hubieran deseado. Como dijo él mismo a Manuel Garrido Palacios: «mi vida ha sido muy esclava, ahora que estoy jubilado y más libre, en los ratos que ando segando o sembrando patatas invento romances».
- Datos: Q5915108